# Tamara Seda
Tamara Adelaide José Camacho Seda (Maputo, 18 giugno 1994) è una cestista mozambicana.

## Carriera
Con il Mozambico ha disputato tre edizioni dei Campionati africani (2017, 2019, 2021).